# الزگ
الزگ، روستایی از توابع بخش قمصر شهرستان کاشان در استان اصفهان ایران است.

## زبان
بر پایه ایران اطلس عمده مردم این روستا به زبان راجی یکی از زبان‌های ایران مرکزی سخن می‌گویند.

## جمعیت
این روستا در دهستان جوشقان قالی قرار دارد و براساس سرشماری مرکز آمار ایران در سال ۱۳۸۵، جمعیت آن ۱۰۱ نفر (۳۵خانوار) بوده است.